# Fercé
Fercé é uma comuna francesa na região administrativa da Pays de la Loire, no departamento de Loire-Atlantique. Estende-se por uma área de 22,04 km². Em 2010 a comuna tinha 486 habitantes (densidade: 22,1 hab./km²).